# Eilhausen (Lübbecke)
Eilhausen ist ein Ortsteil von Lübbecke im Kreis Minden-Lübbecke in Ostwestfalen.
Eilhausen ist von der Einwohnerzahl der kleinste Ortsteil der Stadt Lübbecke. Es war bis 1867 Gehlenbeck zugeordnet und
dann bis 1973 eigenständige Gemeinde innerhalb des Amtes Gehlenbeck.
Der Ort liegt an der Nordseite des Wiehengebirges und wird von der B 65 durchschnitten.
Im unmittelbaren Anschluss an die nördlich gelegenen Ackerflächen breitet sich das Große Torfmoor aus.

## Geografie

### Geografische Lage

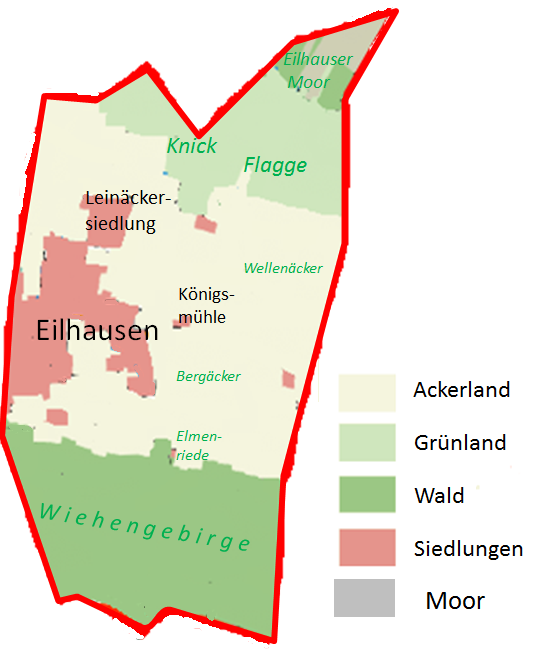
Bodennutzung, Siedlungen und Landschaften in Eilhausen

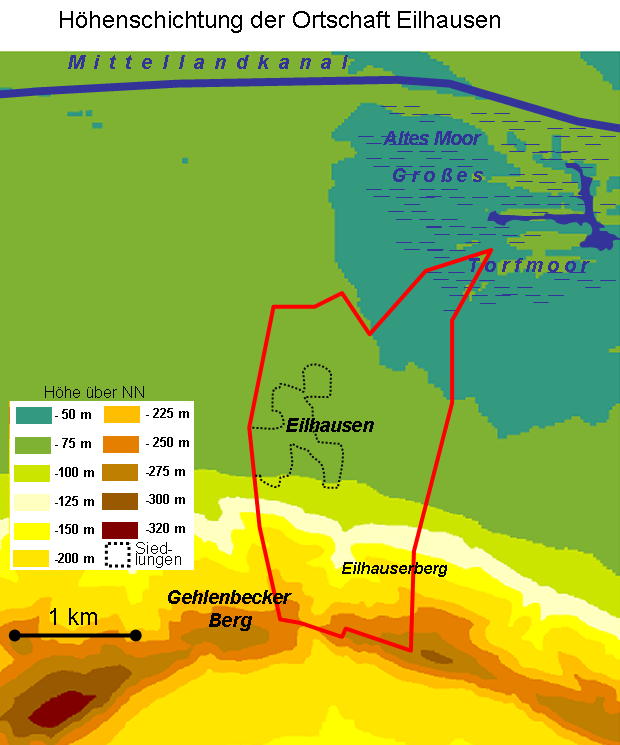
Bodennutzung, Topographie des Gebietes

Eilhausen liegt am Nordhang des Wiehengebirges. Das Stadtteilgebiet ist ungewöhnlich schmal, bei einer großen Nord-Süd-Ausdehnung. Westlich grenzt es an den Ortsteil Gehlenbeck und östlich an den Ortsteil Nettelstedt. Nördlich von Eilhausen liet das Große Torfmoor. Die Bundesstraße 65 verläuft direkt durch den Ort. Der Stadtteil ist nur 3,5 km² groß. Dennoch hat Eilhausen Anteil an allen drei Großlandschaften der Gesamtstadt Lübbecke:
- Im Süden Anteil am Wiehengebirge
- Die Mitte gehört naturräumlich zum Lübbecker Lößland
- Der Norden wiederum ist Teil der Rahden-Diepenauer Geest, wobei zu Eilhausen ein, wenn auch sehr kleiner, Anteil der „lübbecker Anteils“ des Großen Torfmoores gehört.

Die natürliche Umgebung Eilhausens ist sehr ähnlich der der beiden Nachbardörfer Nettelstedt und Gehlenbeck. Im Süden grenzt das eigentliche Dorf an das Wiehengebirge und im Norden geht das niedrig gelegene Grünland in das Naturschutzgebiet des Großen
Torfmoores über. Dazwischen, auf dem fruchtbaren Lößstreifen, liegt das relativ geschlossene Dorf, das allerdings keinen eigenen Mittelpunkt hat. Die beiden Wahrzeichen Eilhausens, die Königsmühle im Feld östlich des Dorfes und die Wassermühle
am Dorfbach Elmenriede im Dorfzentrum, legen Zeugnis von der früheren Bedeutung der Landwirtschaft ab.
Mit 219 Einwohnern pro km² ist Eilhausen deutlich weniger dicht besiedelt als die Gesamtstadt Lübbecke (400 Einw./km²). Die Bevölkerung ist jedoch nicht gleichmäßig verteilt, sondern konzentriert sich auf den mittleren Teil, quasi den Bereich des Lübbecker Lößlandes. Das Wiehengebirge hingegen ist unbewohnt und der Norden nicht oder allenfalls nur marginal besiedelt.

## Geschichte
Eilhausen wird erstmals 1300 urkundlich erwähnt. Eine um 1800 angefertigte Karte der Bauerschaft verzeichnet neben den Höfen Gerdom, Schütte, Rathmann, Oberste und Niederste Selle die noch heute vorzufindenden Mühlen: eine Wasser- und eine Windmühle. Die Bauerschaft gehörte bis zur Franzosenzeit zur Vogtei Gehlenbeck im Amt Reineberg des Fürstentums Minden. Von 1807 bis 1810 gehörte der Ort zum Kanton Hille des napoleonischen Satellitenstaats Königreich Westphalen. Von 1811 bis 1813 gehörte Eilhausen unmittelbar zu Frankreich und dort zur Mairie Gehlenbeck im Arrondissement Minden des Departements der Oberen Ems. 1816 kam Eilhausen zum neuen Kreis Rahden, aus dem 1832 der Kreis Lübbecke wurde. Im Kreis Lübbecke gehörte der Ort zunächst zur Gemeinde Gehlenbeck, wurde aber 1867 zu einer eigenen Gemeinde im Amt Gehlenbeck erhoben.
Am 1. Januar 1973 wurde Eilhausen durch das Bielefeld-Gesetz in die Stadt Lübbecke eingegliedert.

## Kultur und Sehenswürdigkeiten

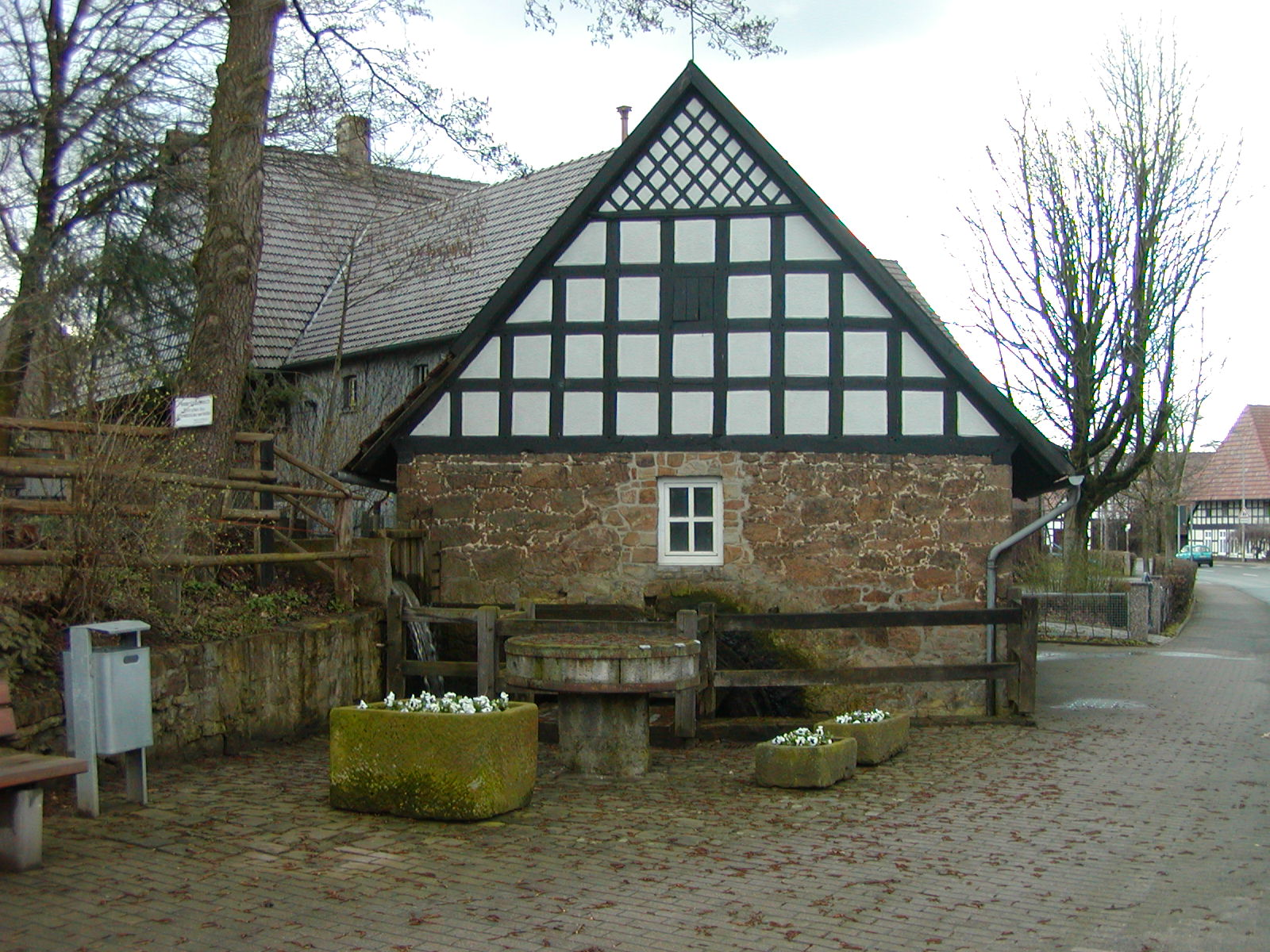
Wassermühle Eilhausen

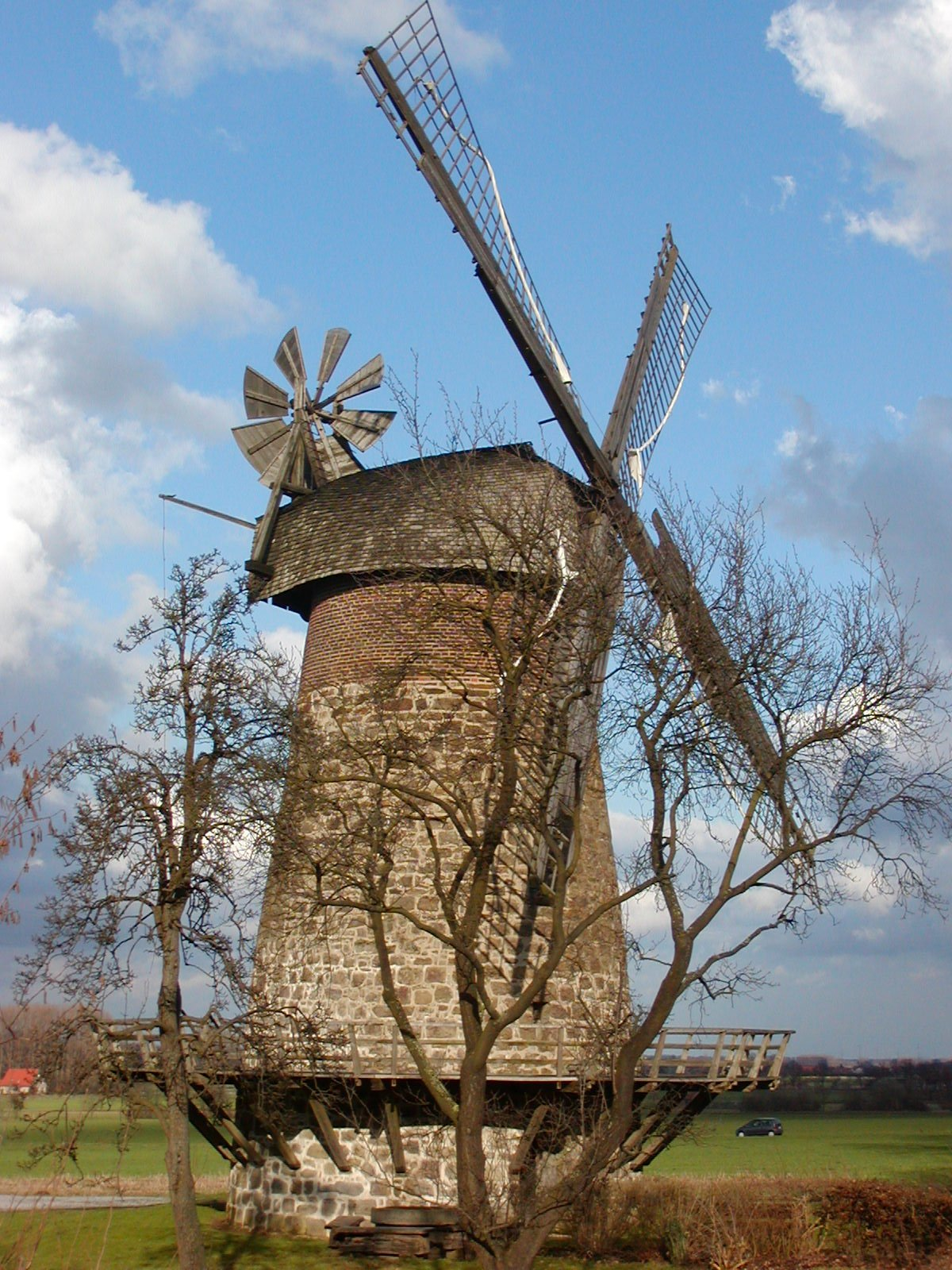
Windmühle Eilhausen

Durch die „Holländer Windmühle“ und die Wassermühle trägt die Ortschaft Eilhausen mit zwei Mühlen zur Westfälischen Mühlenstraße bei.

### „Königsmühle“
Die restaurierte Eilhauser Windmühle gehört zum Typ der „Holländer Windmühle“ (von Holland übernommen), die im 18. Jahrhundert Verbreitung in Norddeutschland fand. Bei dieser Mühlenart dreht sich die Haube und nicht wie bei der Bockwindmühle die ganze Mühle.

### Wassermühle
Der kleine eingeschossige Bruchsteinbau mit Fachwerkgiebeln könnte nach einer eingemeißelten Jahreszahl 1698 erbaut worden sein.

### Sport
- In Eilhausen ist ein aktiver Schützenverein beheimatet. Die Mitglieder pflegen ein gutes Verhältnis zur Bevölkerung. Der Schießstand im Wiehengebirge verfügt über eine moderne Luftgewehrschießanlage und ansprechende Gesellschaftsräume
- Der TuS Gehlenbeck bildet den mitgliederstärksten Sportverein im Ortsverbund Gehlenbeck/Eilhausen.